# Campionats del món de ciclisme en ruta de 1965
Els Campionats del món de ciclisme en ruta de 1965 es disputaren entre del 4 al 10 de setembre de 1965 a Lasarte, Espanya.

## Resultats
| Proves :                            | Or                                                                        | Or         | Argent                                                                                           | Argent | Bronze                                                                           | Bronze   |
| Masculines                          |                                                                           |            |                                                                                                  |        |                                                                                  |          |
| Cursa en línia masculina detalls    | Tom Simpson · Regne Unit                                                  | 6h 39' 19" | Rudi Altig · RFA                                                                                 | m. t.  | Roger Swerts · Bèlgica                                                           | + 3' 40" |
| Cursa en línia masculina amateur    | Jacques Botherel · França                                                 | 4h 12' 52" | José Manuel Lasa · Espanya                                                                       | -      | Battista Monti · Itàlia                                                          | -        |
| Contrarellotge per equips masculins | Itàlia · Pietro Guerra · Luciano Dalla Bona · Mino Denti · Giuseppe Soldi | -          | Espanya · Ventura Díaz Arrey · José Manuel López Rodríguez · José Manuel Lasa · Domingo Perurena | -      | França · André Desvages · Gerard Swertvaeger · Henri Heintz · Claude Lechatelier | -        |
| Femenines                           |                                                                           |            |                                                                                                  |        |                                                                                  |          |
| Cursa en línia femenina detalls     | Elisabeth Eichholz · Alemanya de l'Est                                    | 1h 31' 04" | Yvonne Reynders · Bèlgica                                                                        | -      | Aino Pourenen · Unió Soviètica                                                   | -        |

## Medaller
| Posició | País              | Or | Plata | Bronze | Total |
| 1       | Itàlia            | 1  | 0     | 1      | 2     |
| 1       | França            | 1  | 0     | 1      | 2     |
| 3       | Regne Unit        | 1  | 0     | 0      | 1     |
| 3       | Alemanya de l'Est | 1  | 0     | 0      | 1     |
| 5       | Espanya           | 0  | 2     | 0      | 2     |
| 6       | Bèlgica           | 0  | 1     | 1      | 2     |
| 7       | RFA               | 0  | 1     | 0      | 1     |
| 8       | Unió Soviètica    | 0  | 0     | 1      | 1     |
| Total   | Total             | 4  | 4     | 4      | 12    |